# Kostel svaté Kateřiny Alexandrijské (Libotenice)
Kostel svaté Kateřiny Alexandrijské je barokní kostel z roku 1703, jehož autorství je připisováno Octavio Broggiovi. Kostel, který je nemovitou kulturní památkou České republiky, leží asi 700 metrů severně od obce Libotenice.

## Dějiny kostela

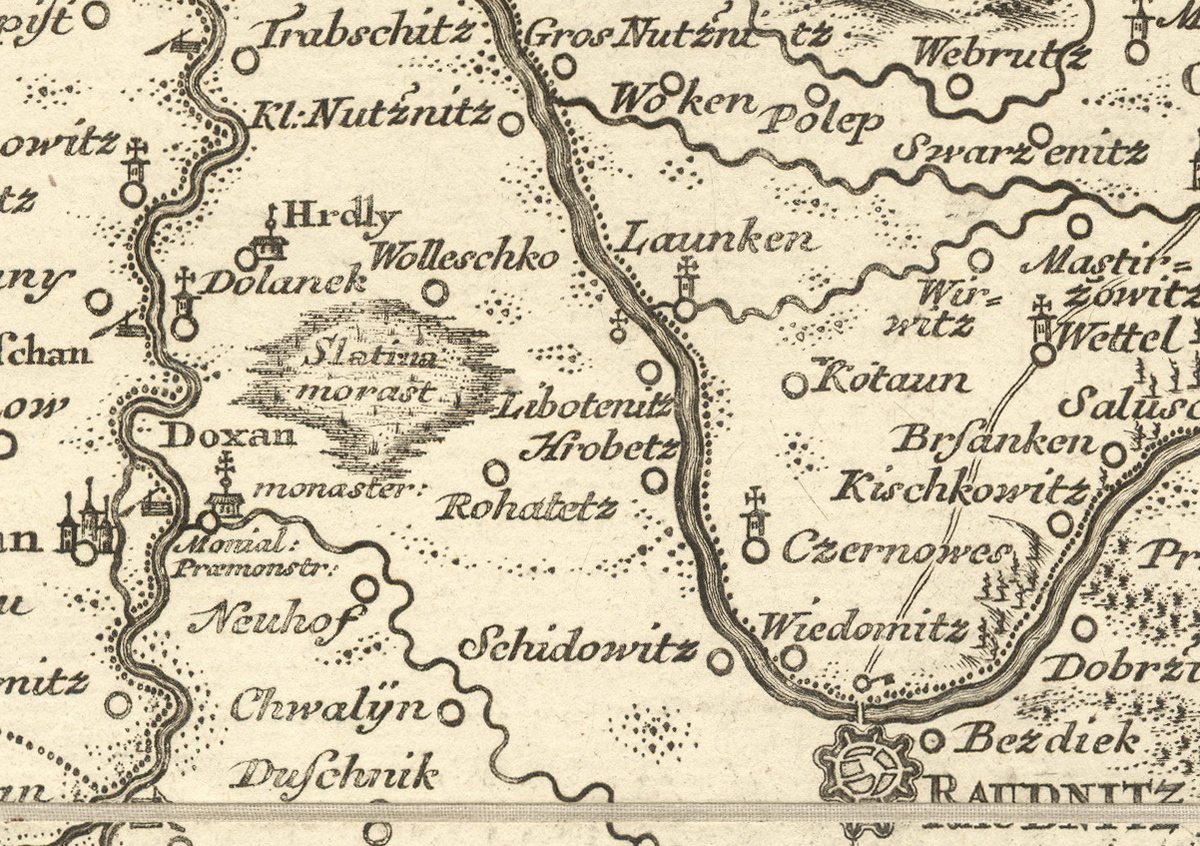
Libotenice na Müllerově mapě Čech z roku 1720. Nad obcí je zakreslen i kostel svaté Kateřiny. Mapová sbírka Historického ústavu AV ČR na CD-ROM, sekce VIII

Na místě dnešního kostela stál starší farní a hřbitovní kostel svaté Kateřiny z roku 1273, který patřil k obci Chodžovice. Obec zanikla v době husitských válek. Původně dřevěný kostel na opukových základech byl v roce 1591 přestavěn.
Po bitvě na Bílé hoře byl veden jako filiální k farnosti Dolánky. Protože kapacita kostela ani po přestavbě nedostačovala, nechal jej doksanský probošt Bruno Kunovský v roce 1702 zbořit a na jeho místě zbudovat nynější kostel. Autorem byl architekt a stavitel italského původu Octavio Broggio z Litoměřic. Kostel, stojící na levém břehu Labe poblíž lužické obchodní stezky, vedoucí z Prahy přes Lužici na sever k moři, byl dokončen a vysvěcen v červnu 1703. Na jih od kostela stojí zděná zvonice. Matriky zde byly vedeny od r. 1738, fara zřízena r. 1787.
Kostel pak byl spravován doksanským klášterem nebo litoměřickým arcijáhenstvím. Jedinou pozdější stavební úpravou bylo proražení bočních oken, které mělo zajistit větší prosvětlení interiéru.
V roce 1968 byl kostel opuštěn a následně zdevastován. Koncem 80. let 20. století byly učiněny kroky k jeho záchraně. Kostel byl opraven v devadesátých letech. Od katolické církve si jej pronajal Památkový ústav v Ústí nad Labem, byla zde zřízena galerie funerální plastiky a expozice o historii kostela a jeho rekonstrukci. Dále se tady konaly slavnostní mše, příležitostné koncerty a výstavy. Ve zvonici byl zřízen byt správce.
Vzhledem k umístění kostela na břehu řeky Labe byl kostel již v minulých stoletích poškozován povodněmi, v poslední době v letech 2002 i 2013.
U odbočky ze silnice ke kostelu se nacházela Libotenická borovice.

## Bohoslužby
Bohoslužby se zde „do příchodu vlastního faráře“ nekonají pravidelně. Kostel je spravován excurrendo z Doksan.